# Erwin-Ortner-Preis
Der Erwin-Ortner-Preis zur Förderung der Chormusik („Preis des Erwin-Ortner-Fonds zur Förderung der Chormusik“) wird jährlich seit 1988 an herausragende junge Chorleiter und Komponisten vergeben. Der Preis ist nach Erwin Ortner (* 1947) benannt und aktuell mit 3.000 Euro dotiert. Der Fonds finanziert sich ausschließlich aus privaten Spenden.

## Preisträger
- 1988 Alois Glaßner
- 1989 ORFEO – Eine Reihe vokaler Ereignisse (Graz)
- 1990 Ingrun Fußenegger
- 1991 Wolfgang Mayrhofer
- 1992 Ottokar Prochazka
- 1993 Oskar Egle
- 1994 Wolfgang Sauseng
- 1995 Siegfried Portugaller
- 1996 Johannes Hiemetsberger
- 1997 Norbert Matsch
- 1998 Claudia Kettenbach
- 1999 Martin Lindenthal
- 2000 Markus Obereder
- 2001 Herwig Reiter
- 2002 Jordi Casals
- 2003 Michael Grohotolsky
- 2004 Norbert Brandauer
- 2005 Martin Fuchsberger
- 2006 Michal Kucharko
- 2007 NANO-Kinderchorschule, Sibyl Urbancic
- 2008 Styria-Cantat, Gertrud Zwicker[1]
- 2009 Chorszene Niederösterreich
- 2010 Moritz Guttmann[2]
- 2011 Andreas Peterl
- 2012 Oliver Stech
- 2013 Bomi Kim
- 2014 Elena Mitrevska
- 2015 Stefan Foidl[3]
- 2016 Luiz de Godoy[4]
- 2017 Roger Díaz-Cajamarca[5]
- 2018 Florian Maierl[6]
- 2019 Andrea Fournier[7]
- 2020 Viktor Mitrevski[8]
- 2021 Manuel Schuen[9]
- 2022 Melissa Dermastia[10]